# Przekaźnik statyczny

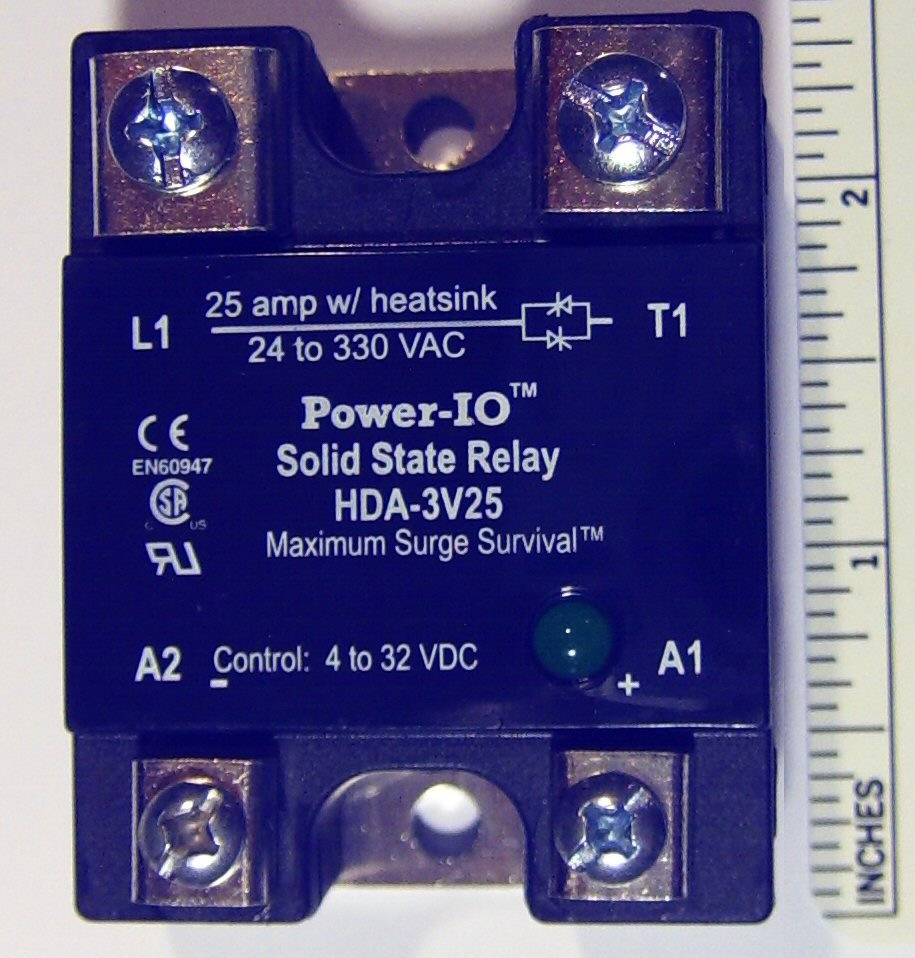
Przekaźnik statyczny firmy POWER-IO.

Przekaźnik statyczny (potocznie przekaźnik półprzewodnikowy, przekaźnik elektroniczny lub przekaźnik SSR ang. Solid State Relay) – przekaźnik, którego działanie jest oparte na wykorzystaniu elementów elektronicznych, magnetycznych, optycznych lub innych, z wykluczeniem elementów ruchomych.
Elementami łączeniowymi obwodów mocy w przekaźnikach statycznych są elementy elektroniczne takie jak triaki, tranzystory lub tyrystory.
Od strony zasilania rozróżnia się dwa rodzaje przekaźników statycznych:
- jednofazowe
- trójfazowe

Od strony sterowania dzieli się je na:
- sterowane prądem stałym
- sterowane prądem przemiennym

Przekaźnik statyczny nie może być używany jako element zapewniający skuteczną przerwę izolacyjną (np. przy okazji naprawy napędu, wymiany grzałki itp.). W takim przypadku konieczne jest stosowanie dodatkowego osprzętu łączeniowego (odłącznik).

## Wady i zalety
Zalety:
- mała moc sygnału sterującego
- załączanie synchroniczne (w zerze) lub asynchroniczne
- brak zakłóceń przy załączaniu w zerze
- długa żywotność (niezawodność)
- krótki czas odpowiedzi (szybkie przełączanie)
- brak ruchomych części
- kompatybilność z układami logicznymi (mikroprocesorami)
- odporność na wstrząsy i wibracje
- cicha praca
- brak odbić styków
- brak iskrzenia styków
- wytrzymują duże udary prądowe
- odporność na zapylenie

Wady:
- spadek napięcia (1 do 1,6V)
- przekaźniki dużej mocy wymagają radiatora ze względu na wydzielanie się znacznych ilości ciepła
- obciążenie tylko na prąd przemienny lub tylko na prąd stały
- prąd upływu
- skończona odporność na przepięcia

## Zastosowanie
- piece elektryczne
- suszarki
- piece indukcyjne
- systemy lutowania
- systemy przetwarzania tworzyw sztucznych (termoformowanie, wtryskarki)
- systemy wywoływania filmów (w tym RTG)
- maszyny pakujące
- przemysł gumowy
- kąpiele galwaniczne
- urządzenia do gotowania
- inkubatory
- kserokopiarki
- urządzenia pralnicze
- sterowanie oświetleniem ulicznym
- urządzenia spawalnicze
- sterowanie solenoidów/elektrozaworów
- włączanie transformatorów
- urządzenia do automatycznej sprzedaży
- przemysłowe wentylatory i dmuchawy

## Stycznik elektroniczny

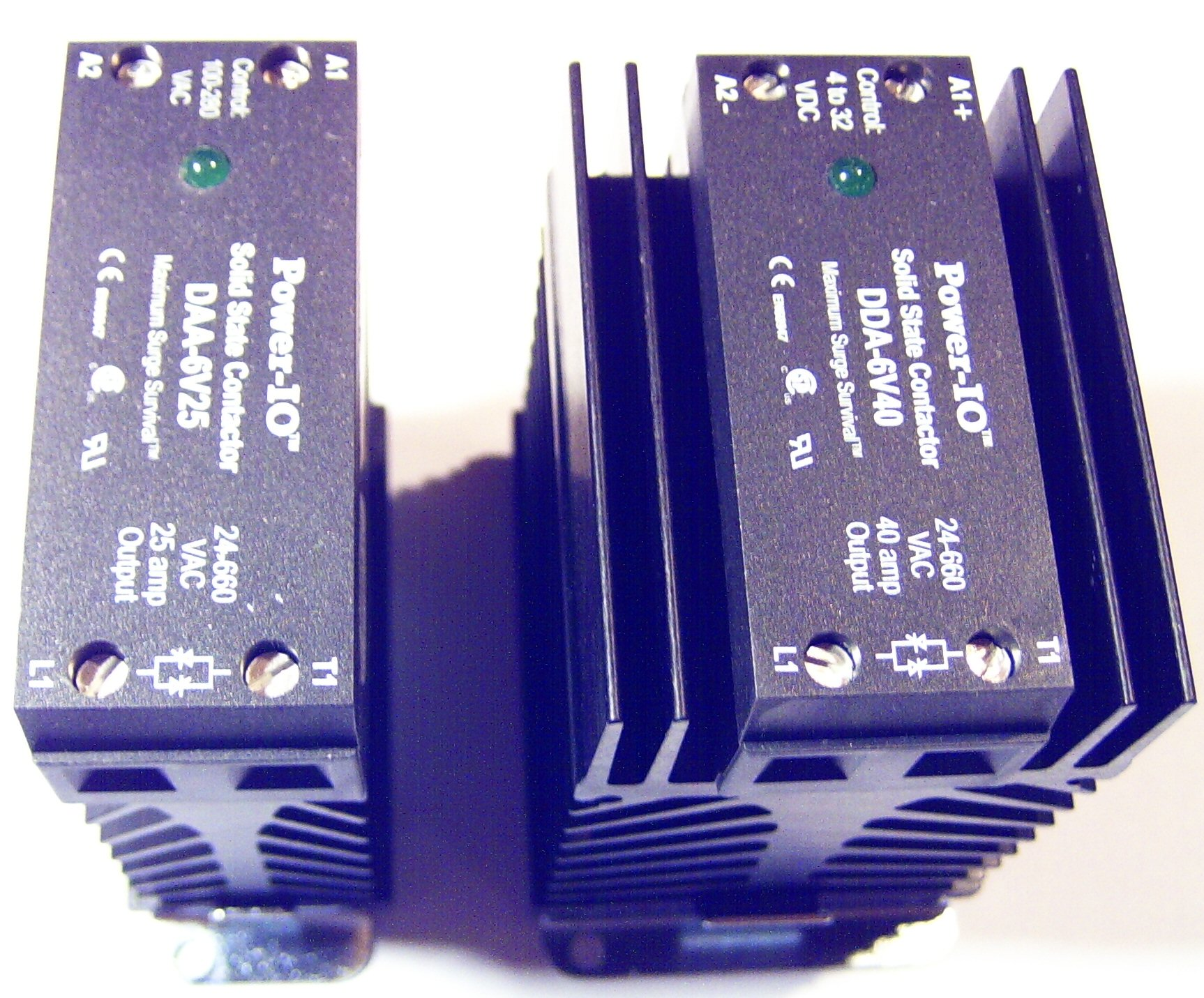
Stycznik elektroniczny firmy POWER-IO.

Stycznik elektroniczny jest potoczną nazwą przekaźnika statycznego wyposażonego w radiator (czasami również w wentylator), mocowanie do szyny DIN oraz, w przypadku tzw. „inteligentnych” styczników elektronicznych, układy informujące użytkownika o zdarzeniach takich jak odłączenie obciążenia, uszkodzenie bezpiecznika czy zbyt wysoka temperatura. Stycznik elektroniczny jest w skrócie nazywany SSC (ang. Solid State Contactor).